# Frankfurter Büro Center
Das Frankfurter Büro Center (auch bekannt als FBC) ist ein Hochhaus im Westend von Frankfurt am Main. Das 142,4 Meter hohe Gebäude steht an der Mainzer Landstraße in der Mitte einer Kette aus Hochhäusern, die sich vom Platz der Republik bis zum Opernplatz zieht. Der westliche Hochhausnachbar ist Westendstraße 1, der östliche Trianon.

## Entstehung
Der Bau des Hochhauses verharrte ab 1975 wegen der Ölkrise im Rohbau-Stadium. Bis 1979 fand sich aufgrund des erheblichen Baukosten- und Vermietungsrisikos kein Käufer. Die ECE Projektentwicklungsgesellschaft entwickelte mit Eigentümern und Handwerkern Bauprogramme zu Fertigstellung und technischer Verbesserung sowie ein Vermietungskonzept. 1981 konnte das Hochhaus mit ca. 52.000 m² Bruttogeschossfläche (40 Ober- und 2 Untergeschosse) fertiggestellt werden.
Architekt des Gebäudes ist Richard Heil aus Frankfurt. Das Haus gehörte von 1985 bis 2007 dem Grundwertfonds, einem offenen Immobilienfonds der Dresdner-Bank-Tochter Deutsche Gesellschaft für Immobilienfonds DEGI und wurde später an den Immobilienfonds Whitehall von Goldman Sachs verkauft. Seit 2016 ist das FBC im Besitz der PBM Construction Germany GmbH, einem Unternehmen der Berliner Intown Gruppe.

## Nutzung
Zum 30. April 2007 waren von den insgesamt ca. 47.600 m² Büroflächen noch rund 17.000 m² in den unteren 20 Geschossen nicht vermietet. Damit lag der Vermietungsstand bei ca. 65 %. Hauptmieter war bis Januar 2021 die internationale Anwaltskanzlei Clifford Chance, die hier ihr größtes von insgesamt drei Büros in Deutschland unterhielt.
Die Deutsche Bundesbank möchte für die Zeit der Baumaßnahmen ihrer Zentrale in Frankfurt-Bockenheim das FBC als Übergangsquartier nutzen. Am 28. November 2017 wurde ein Mietvertrag mit der Intown Gruppe unterzeichnet für sieben Jahre sowie der Option auf weitere drei. Rund 2000 Mitarbeiter sollten ab dem 4. Quartal 2019 in das Gebäude an der Mainzer Landstraße umziehen. In unmittelbarer Nähe liegen neben der Bundesbank-Hauptverwaltung in Hessen mit dem Trianon und Skyper auch jene Hochhäuser, in denen bereits mehr als 1000 Beschäftigte der Zentrale arbeiten. Aufgrund von Verzögerungen beim Umbau des Junghof-Plazas, in das der Vormieter Clifford Chance wiederum umzog, verzögerte sich der Umzug laut Bundesbank auf Mitte 2021.

## Vorplatz
Auf dem Platz vor dem Hochhaus wurde 1997 eine 21 Meter hohe Skulptur des Künstlers Claus Bury aufgestellt.
Mit dem Umbau des Foyers durch Just/Burgeff Architekten im 1. Quartal 2007 wurde der Anbau mit dem Café Face to Face, heute Bistro Nonna verbunden, das zugleich auch Bar und Lounge ist. Das Foyer, das angrenzende Café sowie die Außenanlagen wurden neu gestaltet und sollen das Motto „Moderne Klassiker“ verkörpern. Durch die neue Architektur besitzt das FBC, wie mehrere artverwandte Gebäude in Manhattan, einen Vorbau als Eingangsbereich, der das Gebäude optisch und funktional dem öffentlichen Raum öffnen soll.

Weitere Bilder
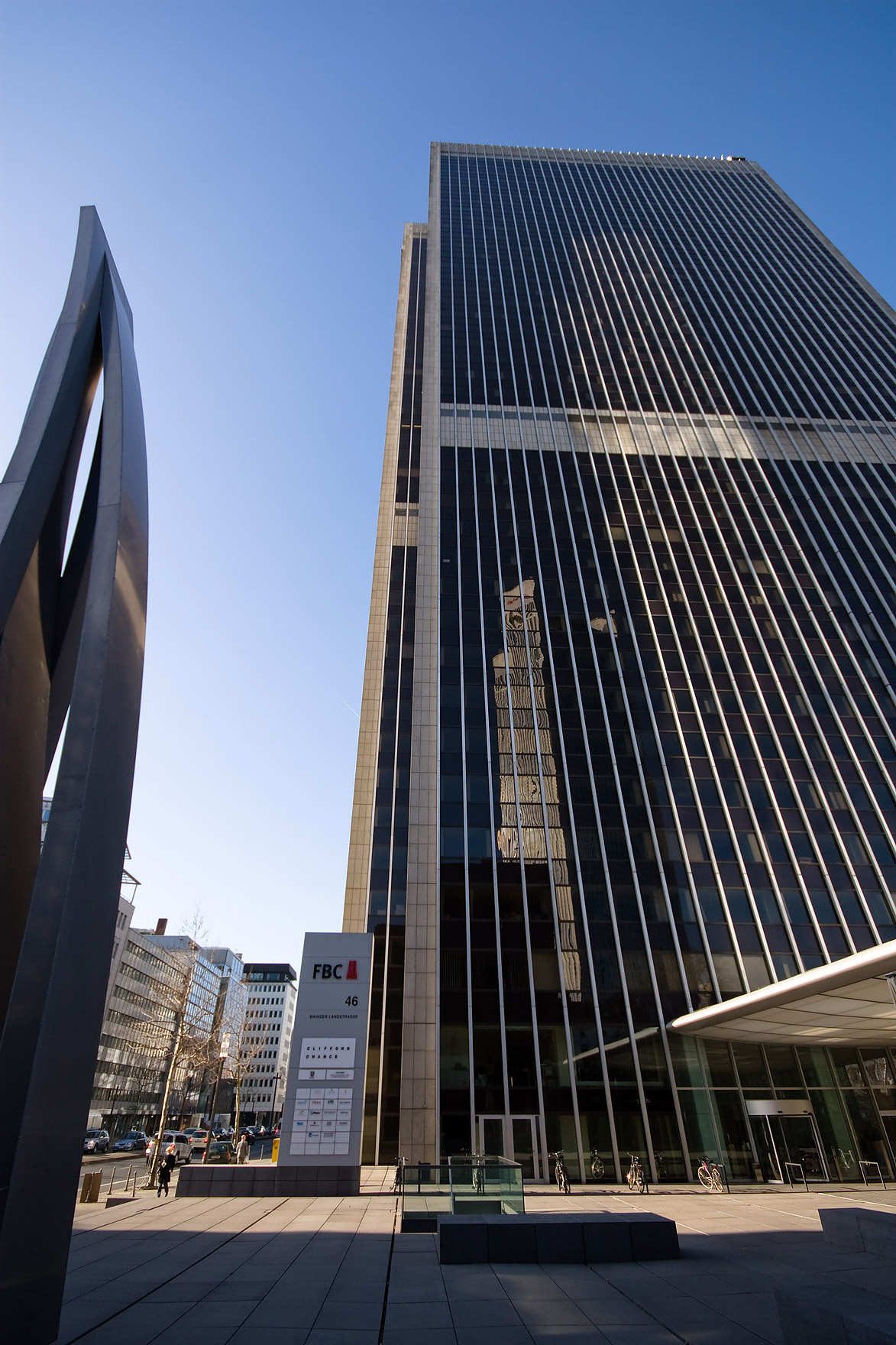
Das Frankfurter Büro Center
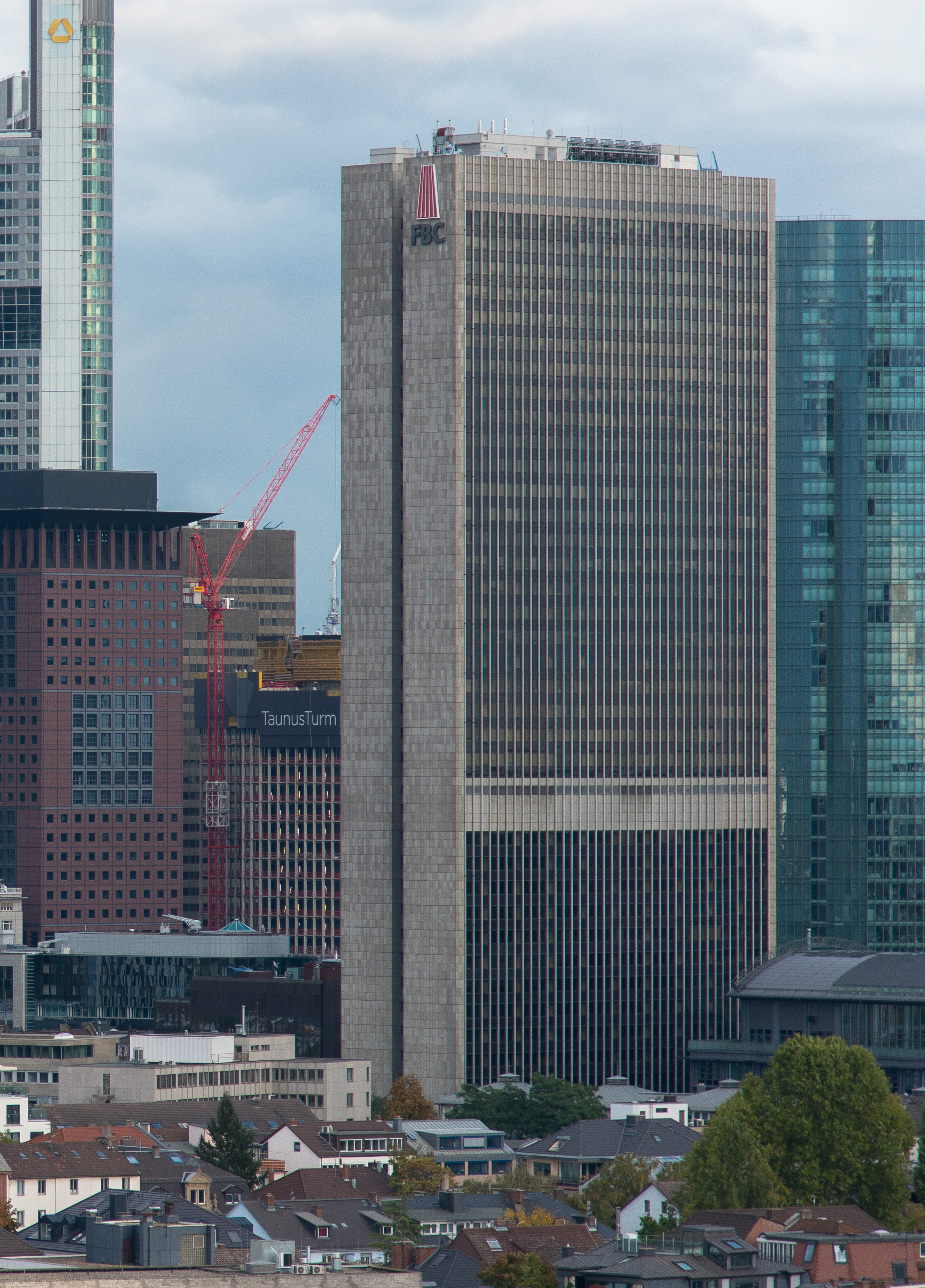
Von Nordwesten
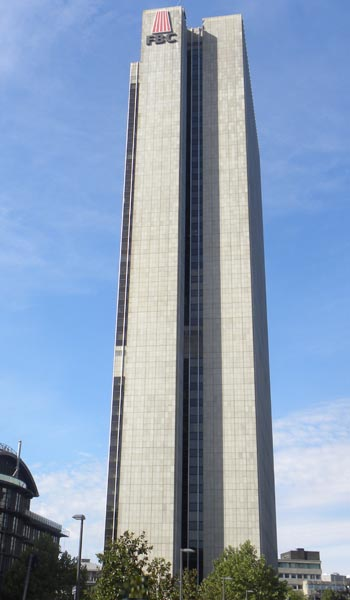
Von Süden